# Capasa cryptorhodata
Capasa cryptorhodata là một loài bướm đêm trong họ Geometridae.